# Pont-la-Ville FR
| FR ist das Kürzel für den Kanton Freiburg in der Schweiz. Es wird verwendet, um Verwechslungen mit anderen Einträgen des Namens Pont-la-Ville zu vermeiden. |

Pont-la-Ville (Freiburger Patois Pont 'na-Velaⓘ) ist eine politische Gemeinde im Greyerzbezirk des Kantons Freiburg in der Schweiz. Der frühere deutsche Name Ponnendorf wird heute nicht mehr verwendet.

## Geographie
Pont-la-Ville liegt auf 746 m ü. M., 10 km nordnordöstlich des Bezirkshauptortes Bulle (Luftlinie). Das Dorf erstreckt sich auf einer Geländeterrasse an aussichtsreicher Lage rund 70 m über dem östlichen Ufer des Greyerzersees, am Alpennordrand zwischen den Höhen von Gibloux im Westen und Berra im Osten.
Die Fläche des 4,3 km² grossen Gemeindegebiets (mit Seeanteil 5,5 km²) umfasst einen Abschnitt der voralpinen Landschaft am Fuss der Berra. Die westliche Grenze bildet der Greyerzersee, wobei die Grenze nicht in der Mitte des Stausees, sondern entlang der im Wasser versunkenen Mäander der Saane (französisch: Sarine) verläuft. Im Süden bildet das ebenfalls im aufgestauten Wasser versunkene Tal des Baches Serbache die natürliche Abgrenzung. Das Seeufer ist nur im Bereich unterhalb des Dorfes Pont-la-Ville relativ flach, ansonsten weist es steile Wald- und teilweise Felshänge auf. Nach Osten erstreckt sich der Gemeindeboden auf die Höhe von Vers les Châteaux (878 m ü. M.) und auf den Hang des Hügels La Combe. Hier wird mit 892 m ü. M. der höchste Punkt von Pont-la-Ville erreicht. Nach Norden reicht das Gebiet bis zur Staumauer des Lac de la Gruyère und in das tief in die Molasseschichten eingeschnittene Tal der Saane. Die Nordgrenze verläuft entlang ihres auf dem Hügel La Combe entspringenden Seitenbachs Ruisseau de la Verasse. Von der Gemeindefläche entfielen 1997 11 % auf Siedlungen, 16 % auf Wald und Gehölze, 72 % auf Landwirtschaft, und etwas weniger als 1 % war unproduktives Land.
Zu Pont-la-Ville gehören die Wohnsiedlung Sur Momont (735 m ü. M.) auf dem Plateau der Halbinsel zwischen dem Lac de la Gruyère und dem Seitenarm der Serbache sowie zahlreiche Einzelhöfe. Nachbargemeinden von Pont-la-Ville sind La Roche, Hauteville, Pont-en-Ogoz, Gibloux und Treyvaux.

Luftbild (1963)

## Bevölkerung
Mit 613 Einwohnern (Stand 31. Dezember 2023) gehört Pont-la-Ville zu den kleineren Gemeinden des Kantons Freiburg. Von den Bewohnern sind 92,4 % französischsprachig, 4,6 % deutschsprachig und 0,9 % portugiesischsprachig (Stand 2000). Die Bevölkerungszahl von Pont-la-Ville belief sich 1900 auf 471 Einwohner. Danach nahm die Bevölkerung durch starke Abwanderung bis 1970 um über 40 % auf 270 Personen ab. Seither wurde wieder ein rasches Bevölkerungswachstum verzeichnet.

## Wirtschaft
Pont-la-Ville war bis in die zweite Hälfte des 20. Jahrhunderts ein vorwiegend durch die Landwirtschaft geprägtes Dorf. Noch heute haben die Viehzucht und die Milchwirtschaft sowie in geringerem Mass der Ackerbau eine wichtige Bedeutung in der Erwerbsstruktur der Bevölkerung. Weitere Arbeitsplätze sind im lokalen Kleingewerbe und im Dienstleistungssektor vorhanden. Pont-la-Ville verfügt über einen Golfplatz mit Hotel. In den letzten Jahrzehnten hat sich das Dorf dank seiner attraktiven Lage zu einer Wohngemeinde entwickelt. Zahlreiche Erwerbstätige sind deshalb Wegpendler, die in den Regionen Bulle und Freiburg arbeiten.

## Verkehr
Die Gemeinde liegt abseits der grösseren Durchgangsstrassen an einer Verbindungsstrasse von Rossens nach La Roche. Der nächste Anschluss an die Autobahn A12, die seit 1981 von Bern bis Vevey durchgehend geöffnet ist, befindet sich rund 6 km vom Ortskern entfernt. Durch die Buslinie der Transports publics Fribourgeois, die von La Roche nach Pont-la-Ville führt, ist das Dorf an das Netz des öffentlichen Verkehrs angeschlossen.

## Geschichte
Das Gemeindegebiet von Pont-la-Ville war bereits zur Römerzeit besiedelt. Es wurden Überreste eines römischen Gebäudes und ein Druidenstein gefunden. Die erste urkundliche Erwähnung des Ortes erfolgte 1228 unter dem Namen Pont la vila, abgeleitet vom lateinischen Wort pons (Brücke).
Seit dem Mittelalter unterstand Pont-la-Ville dem Bischof von Lausanne. Unterhalb des Dorfes führte zunächst eine Holzbrücke, seit 1544 eine Steinbogenbrücke (Pont de Thusy) über die Saane. Diese Brücke wurde mit dem Aufstau des Lac de la Gruyère im Jahr 1948 überflutet. Nach der Eroberung des Waadtlandes durch Bern kam Pont-la-Ville 1537 als ehemaliges bischöfliches Gebiet unter freiburgische Herrschaft und wurde zusammen mit dem Nachbardorf La Roche als Exklave der Vogtei Bulle zugeteilt. Nach dem Zusammenbruch des Ancien Régime (1798) gehörte Pont-la-Ville während der Helvetik und der anschliessenden Zeit bis 1848 zum damaligen Bezirk Bulle, bevor es in den Bezirk Greyerz eingegliedert wurde.

## Sehenswürdigkeiten
Die Kirche von Pont-la-Ville stammt in ihrer heutigen Gestalt aus dem 19. Jahrhundert. Am Seeufer steht eine Kapelle.